# Jūliuss Feldmanis
Jūliuss Feldmanis (Vorname auch Jūda oder Judelis; * 16. Oktoberjul. / 29. Oktober 1909greg. in Liepāja; † unbekannt) war ein lettischer Fußballspieler.

## Karriere und Leben
Jūliuss Feldmanis wurde im Jahr 1909 in Liepāja in die Familie des Kleinbürgers Šlaumas Feldmanis, der aus Tukums stammte, und seiner Frau Mala (geb. Maizela) geboren.
Der als „schnellste Spieler Lettlands“ bezeichnete Feldmanis begann seine Fußballkarriere bei Hakoah Liepāja in seiner Heimatstadt. 1926 wechselte Feldmanis zu Makkabi Liepāja bevor er drei später zum ASK Liepāja kam. In der Saison 1932 spielte Feldmanis für Olimpija Liepāja in der Virslīga. Eine Spielzeit später spielte er für Hakoah Riga ebenfalls in der höchsten lettischen Spielklasse.
Mitte der 1930er Jahre wanderte er als Junggeselle nach Südafrika aus.

## Weblink
- Lebenslauf bei kazhe.lv (lettisch)

| Personendaten    | Personendaten                                                           |
| ---------------- | ----------------------------------------------------------------------- |
| NAME             | Feldmanis, Jūliuss                                                      |
| ALTERNATIVNAMEN  | Feldmanis, Juliuss; Feldmanis, Jūda; Feldmanis, Juda; Feldmanis Judelis |
| KURZBESCHREIBUNG | lettischer Fußballspieler                                               |
| GEBURTSDATUM     | 29. Oktober 1909                                                        |
| GEBURTSORT       | Liepāja, Gouvernement Kurland, Russisches Kaiserreich                   |